# 群邑集团
群邑集团（英語：GroupM），属WPP集团旗下，是一家美国广告公司。

## 历史
2003年在美国纽约市成立，主营WPP集团的媒体和投资业务，旗下有传立、竞立、WAVEMAKER（由尚扬和迈势合并）和Essence等媒介代理公司。